# Campeonato de Primera B 1986-87 (Argentina)
El torneo de Primera B 1986-87 fue la quincuagésima cuarta edición del campeonato de Primera B y la primera del torneo como tercera categoría del fútbol argentino, luego de la reestructuración de 1986, ya que antes era la segunda división. Fue disputado desde el 26 de julio de 1986 hasta el 18 de abril de 1987.
Esta temporada marcó la incorporación de Arsenal Fútbol Club, Almagro, Berazategui, Comunicaciones, Deportivo Merlo, Dock Sud, ganadores del playoff de Primera C 1986 y la incorporación de All Boys, Almirante Brown, Argentino de Rosario, Atlanta, Defensores de Belgrano, Deportivo Morón, El Porvenir, Estudiantes, Nueva Chicago, Quilmes, San Miguel, Villa Dálmine, los cuales fueron los relegados a este torneo por medio de la reestructuración de 1986.
El campeón fue Quilmes, que de esta manera obtuvo el ascenso directo al Nacional B. Por su parte, Almirante Brown también obtuvo el ascenso al ganar el Zonal Sureste.
El torneo además determinó el descenso de Comunicaciones y Dock Sud, últimos en la tabla de promedios.

## Ascensos y descensos
| Descendidos de la Primera B 1986 |
| -------------------------------- |
| All Boys                         |
| Almirante Brown                  |
| Argentino de Rosario             |
| Atlanta                          |
| Defensores de Belgrano           |
| Deportivo Morón                  |
| El Porvenir                      |
| Estudiantes                      |
| Nueva Chicago                    |
| Quilmes                          |
| San Miguel                       |
| Villa Dálmine                    |

| Ascendidos a Primera División 1986-87 |
| ------------------------------------- |
| Italiano                              |

| Ascendidos al Nacional B 1986-87 |
| -------------------------------- |
| Banfield                         |
| Colón                            |
| Defensa y Justicia               |
| Deportivo Armenio                |
| Lanús                            |
| Los Andes                        |
| Tigre                            |

| Ascendidos de la Primera C 1986 |
| ------------------------------- |
| Almagro                         |
| Arsenal                         |
| Berazategui                     |
| Comunicaciones                  |
| Deportivo Merlo                 |
| Dock Sud                        |

| Descendidos a la Primera C 1986-87 |
| ---------------------------------- |
| No hubo                            |

- De esta manera el número de participantes se redujo a 18 equipos.

## Equipos participantes
| Equipo                 | Ciudad            | Estadio                       | Capacidad |
| ---------------------- | ----------------- | ----------------------------- | --------- |
| All Boys               | Buenos Aires      | Islas Malvinas                | 12.000    |
| Almagro                | Tres de Febrero   | Tres de Febrero               | 18.000    |
| Almirante Brown        | Isidro Casanova   | Fragata Presidente Sarmiento  | 25.000    |
| Argentino              | Rosario           | José Martín Olaeta            | 6800      |
| Arsenal                | Sarandí           | Julio Humberto Grondona       | 5900      |
| Atlanta                | Buenos Aires      | Don León Kolbowsky            | 34.000    |
| Berazategui            | Berazategui       | Norman Lee                    | 5500      |
| Comunicaciones         | Buenos Aires      | Alfredo Ramos                 | 3500      |
| Defensores de Belgrano | Buenos Aires      | Juan Pasquale                 | 9000      |
| Deportivo Merlo        | Parque San Martín | José Manuel Moreno            | 8500      |
| Deportivo Morón        | Morón             | Francisco Urbano              | 19.000    |
| Dock Sud               | Dock Sud          | De Los Inmigrantes            | 9500      |
| El Porvenir            | Gerli             | Enrique de Roberts            | 14.000    |
| Estudiantes            | Caseros           | Ciudad de Caseros             | 16.500    |
| Nueva Chicago          | Buenos Aires      | Nueva Chicago                 | 25.000    |
| Quilmes                | Quilmes           | Guido y Sarmiento             | 30.000    |
| San Miguel             | San Miguel        | Malvinas Argentinas           | 6800      |
| Villa Dálmine          | Campana           | El Coliseo de Mitre y Puccini | 12.000    |

### Distribución geográfica de los equipos
| Región                                   | Cant. | Equipos |
| ---------------------------------------- | ----- | --- |
| Conurbano bonaerense                     | 11    | Almagro, Almirante Brown, Arsenal, Berazategui, Deportivo Merlo, Deportivo Morón, Dock Sud, El Porvenir, Estudiantes, Quilmes, San Miguel |
| Ciudad de Buenos Aires                   | 5     | All Boys, Atlanta, Comunicaciones, Defensores de Belgrano, Nueva Chicago                                                                  |
| Interior de la provincia de Buenos Aires | 1     | Villa Dálmine |
| Ciudad de Rosario                        | 1     | Argentino |

## Formato

### Competición
Se disputó un torneo de 34 fechas por el sistema de todos contra todos, ida y vuelta.

### Ascensos
El equipo que más puntos obtuvo salió campeón y ascendió directamente. Los equipos ubicados en el segundo y el quinto puesto de la tabla de posiciones final clasificaron al Zonal Sureste, mientras que los ubicados en el tercer y cuarto puesto disputaron el Zonal Noroeste.

### Descensos
El promedio se calculaba sumando los puntos obtenidos en la fase regular de los torneos de 1984, 1985, 1986, y 1986/87 dividiendo por estas 4 temporadas. Los equipos que ocuparon los dos últimos lugares de la tabla de promedios descendieron a la Primera C.

## Tabla de posiciones
| Pos | Equipo                 | Pts | PJ | PG | PE | PP | GF | GC | Dif |
| --- | ---------------------- | --- | -- | -- | -- | -- | -- | -- | --- |
| 1º  | Quilmes                | 48  | 34 | 20 | 8  | 6  | 60 | 21 | 39  |
| 2º  | Almirante Brown        | 45  | 34 | 19 | 7  | 8  | 55 | 31 | 24  |
| 3º  | Estudiantes            | 44  | 34 | 17 | 10 | 7  | 57 | 34 | 23  |
| 4º  | Arsenal                | 44  | 34 | 18 | 8  | 8  | 52 | 34 | 18  |
| 5º  | Villa Dálmine          | 43  | 34 | 17 | 9  | 8  | 50 | 28 | 22  |
| 6º  | Deportivo Morón        | 41  | 34 | 12 | 17 | 5  | 44 | 34 | 10  |
| 7º  | Almagro                | 41  | 34 | 15 | 11 | 8  | 43 | 33 | 10  |
| 8º  | Nueva Chicago          | 40  | 34 | 15 | 10 | 9  | 65 | 48 | 17  |
| 9º  | San Miguel             | 40  | 34 | 14 | 12 | 8  | 46 | 34 | 12  |
| 10º | Deportivo Merlo        | 32  | 34 | 11 | 10 | 13 | 35 | 43 | -8  |
| 11º | El Porvenir            | 31  | 34 | 11 | 9  | 14 | 29 | 29 | 0   |
| 12º | All Boys               | 31  | 34 | 9  | 13 | 12 | 39 | 42 | -3  |
| 13º | Defensores de Belgrano | 30  | 34 | 9  | 12 | 13 | 43 | 55 | -12 |
| 14º | Atlanta                | 30  | 34 | 10 | 10 | 14 | 31 | 46 | -15 |
| 15º | Berazategui            | 26  | 34 | 7  | 12 | 15 | 36 | 57 | -21 |
| 16º | Argentino              | 22  | 34 | 6  | 10 | 18 | 29 | 49 | -20 |
| 17º | Comunicaciones         | 12  | 34 | 2  | 8  | 24 | 18 | 59 | -41 |
| 18º | Dock Sud               | 12  | 34 | 3  | 6  | 25 | 16 | 71 | -55 |

|  |                                  |
|  | Campeón. Ascendió al Nacional B. |
|  | Clasificado al Zonal Sureste.    |
|  | Clasificado al Zonal Noroeste.   |

## Tabla de promedios
| Pos | Equipo                 | Promedio | 1984 | 1985 | 1986 | 1986/87 | Pts | PJ  |
| --- | ---------------------- | -------- | ---- | ---- | ---- | ------- | --- | --- |
| 1º  | Arsenal                | 1,29     | -    | -    | -    | 44      | 44  | 34  |
| 2º  | Almagro                | 1,21     | -    | -    | -    | 41      | 41  | 34  |
| 3º  | San Miguel             | 1,12     | -    | 49   | 16   | 40      | 105 | 94  |
| 4º  | Estudiantes (BA)       | 1,08     | 40   | 45   | 18   | 44      | 147 | 136 |
| 5º  | Defensores de Belgrano | 1,07     | 55   | 46   | 14   | 30      | 145 | 136 |
| 6º  | Quilmes                | 1,06     | 38   | 47   | 11   | 48      | 144 | 136 |
| 7º  | Villa Dálmine          | 1,05     | -    | 42   | 14   | 43      | 99  | 94  |
| 8º  | Nueva Chicago          | 1,05     | 46   | 41   | 16   | 40      | 143 | 136 |
| 9º  | Deportivo Morón        | 1,04     | 44   | 37   | 19   | 41      | 141 | 136 |
| 10º | Atlanta                | 1,02     | -    | 47   | 19   | 30      | 96  | 94  |
| 11º | Almirante Brown        | 0,96     | 39   | 30   | 17   | 45      | 131 | 136 |
| 12º | Deportivo Merlo        | 0,94     | -    | -    | -    | 32      | 32  | 34  |
| 13º | All Boys               | 0,88     | 34   | 40   | 15   | 31      | 120 | 136 |
| 14º | El Porvenir            | 0,87     | 35   | 35   | 17   | 31      | 118 | 136 |
| 15º | Argentino (R)          | 0,82     | 47   | 34   | 8    | 22      | 111 | 136 |
| 16º | Berazategui            | 0,76     | -    | -    | -    | 26      | 26  | 34  |
| 17º | Comunicaciones         | 0,35     | -    | -    | -    | 12      | 12  | 34  |
| 18º | Dock Sud               | 0,35     | -    | -    | -    | 12      | 12  | 34  |

|  |                              |
|  | Descendieron a la Primera C. |

## Torneo Zonal Noroeste
El Torneo Zonal Noroeste fue un octogonal disputado en el marco del Torneo del Interior 1986-87, al que se agregaron los equipos que finalizaron en el tercer y cuarto lugar de la tabla de posiciones final, Estudiantes y Arsenal, respectivamente. El ganador ascendió al Nacional B.

### Cuadro de desarrollo
|  | Cuartos de final        | Cuartos de final | Cuartos de final | Cuartos de final |   |                  | Semifinales     | Semifinales     | Semifinales     | Semifinales     |  |                  | Final           | Final           | Final           | Final           |  |
|  | 10 y 17 de mayo         | 10 y 17 de mayo  | 10 y 17 de mayo  | 10 y 17 de mayo  |   |                  | 24 y 31 de mayo | 24 y 31 de mayo | 24 y 31 de mayo | 24 y 31 de mayo |  |                  | 7 y 14 de junio | 7 y 14 de junio | 7 y 14 de junio | 7 y 14 de junio |  |
|  |                         |                  |                  |                  |   |                  |                 |                 |                 |                 |  |                  |                 |                 |                 |                 |  |
|  |                         |                  |                  |                  |   |                  |                 |                 |                 |                 |  |                  |                 |                 |                 |                 |  |
|  | Atlético Tucumán        | 2                | 0                | 2                |   |                  |                 |                 |                 |                 |  |                  |                 |                 |                 |                 |  |
|  | Atlético Tucumán        | 2                | 0                | 2                |   |                  |                 |                 |                 |                 |  |                  |                 |                 |                 |                 |  |
|  | Estudiantes (BA)        | 1                | 0                | 1                |   |                  |                 |                 |                 |                 |  |                  |                 |                 |                 |                 |  |
|  | Estudiantes (BA)        | 1                | 0                | 1                |   | Atlético Tucumán | 2               | 4               | 6               |                 |  |                  |                 |                 |                 |                 |  |
|  |                         |                  |                  |                  |   | Atlético Tucumán | 2               | 4               | 6               |                 |  |                  |                 |                 |                 |                 |  |
|  |                         |                  | Atlético Sauce   | 0                | 2 | 2                |                 |                 |                 |                 |  |                  |                 |                 |                 |                 |  |
|  | Atlético Sauce          | 3                | Atlético Sauce   | 0                | 2 | 2                | 2               | 5               |                 |                 |  |                  |                 |                 |                 |                 |  |
|  | Atlético Sauce          | 3                |                  |                  |   |                  |                 |                 |                 |                 |  |                  |                 |                 |                 |                 |  |
|  | Independiente Rivadavia | 4                | 0                | 4                |   |                  |                 |                 |                 |                 |  |                  |                 |                 |                 |                 |  |
|  | Independiente Rivadavia | 4                | 0                | 4                |   |                  |                 |                 |                 |                 |  | Atlético Tucumán | 3               | 2               | 5               |                 |  |
|  |                         |                  |                  |                  |   |                  |                 |                 |                 |                 |  | Atlético Tucumán | 3               | 2               | 5               |                 |  |
|  |                         |                  | Sarmiento (R)    | 2                | 0 | 2                |                 |                 |                 |                 |  |                  |                 |                 |                 |                 |  |
|  | Gimnasia (M)            | 0                | Sarmiento (R)    | 2                | 0 | 2                | 0               | 0 (6)           |                 |                 |  |                  |                 |                 |                 |                 |  |
|  | Gimnasia (M)            | 0                |                  |                  |   |                  |                 |                 |                 |                 |  |                  |                 |                 |                 |                 |  |
|  | Sarmiento (R)           | 0                | 0                | 0 (7)            |   |                  |                 |                 |                 |                 |  |                  |                 |                 |                 |                 |  |
|  | Sarmiento (R)           | 0                | 0                | 0 (7)            |   | Sarmiento (R)    | 1               | 3               | 4               |                 |  |                  |                 |                 |                 |                 |  |
|  |                         |                  |                  |                  |   | Sarmiento (R)    | 1               | 3               | 4               |                 |  |                  |                 |                 |                 |                 |  |
|  |                         |                  | Arsenal          | 2                | 1 | 3                |                 |                 |                 |                 |  |                  |                 |                 |                 |                 |  |
|  | Arsenal                 | 2                | Arsenal          | 2                | 1 | 3                | 2               | 4               |                 |                 |  |                  |                 |                 |                 |                 |  |
|  | Arsenal                 | 2                |                  |                  |   |                  |                 |                 |                 |                 |  |                  |                 |                 |                 |                 |  |
|  | San Martín (T)          | 2                | 0                | 2                |   |                  |                 |                 |                 |                 |  |                  |                 |                 |                 |                 |  |
|  | San Martín (T)          | 2                | 0                | 2                |   |                  |                 |                 |                 |                 |  |                  |                 |                 |                 |                 |  |
|  |                         |                  |                  |                  |   |                  |                 |                 |                 |                 |  |                  |                 |                 |                 |                 |  |

- Nota: En cada llave, el equipo que ocupa la primera línea es el que definió la serie como local.

## Torneo Zonal Sureste
El Torneo Zonal Sureste fue un octogonal disputado en el marco del Torneo del Interior 1986-87, al que se agregaron los equipos que finalizaron en el segundo y quinto lugar de la tabla de posiciones final, Almirante Brown y Villa Dálmine respectivamente. El ganador ascendió al Nacional B.

### Cuadro de desarrollo
|  | Cuartos de final             | Cuartos de final | Cuartos de final | Cuartos de final |   |                              | Semifinales     | Semifinales     | Semifinales     | Semifinales     |  |                 | Final           | Final           | Final           | Final           |  |
|  | 10 y 17 de mayo              | 10 y 17 de mayo  | 10 y 17 de mayo  | 10 y 17 de mayo  |   |                              | 24 y 31 de mayo | 24 y 31 de mayo | 24 y 31 de mayo | 24 y 31 de mayo |  |                 | 7 y 14 de junio | 7 y 14 de junio | 7 y 14 de junio | 7 y 14 de junio |  |
|  |                              |                  |                  |                  |   |                              |                 |                 |                 |                 |  |                 |                 |                 |                 |                 |  |
|  |                              |                  |                  |                  |   |                              |                 |                 |                 |                 |  |                 |                 |                 |                 |                 |  |
|  | Grupo Universitario (Tandil) | 3                | 1                | 4                |   |                              |                 |                 |                 |                 |  |                 |                 |                 |                 |                 |  |
|  | Grupo Universitario (Tandil) | 3                | 1                | 4                |   |                              |                 |                 |                 |                 |  |                 |                 |                 |                 |                 |  |
|  | Racing Club (Trelew)         | 1                | 0                | 1                |   |                              |                 |                 |                 |                 |  |                 |                 |                 |                 |                 |  |
|  | Racing Club (Trelew)         | 1                | 0                | 1                |   | Grupo Universitario (Tandil) | 1               | 1               | 2               |                 |  |                 |                 |                 |                 |                 |  |
|  |                              |                  |                  |                  |   | Grupo Universitario (Tandil) | 1               | 1               | 2               |                 |  |                 |                 |                 |                 |                 |  |
|  |                              |                  | Almirante Brown  | 1                | 3 | 4                            |                 |                 |                 |                 |  |                 |                 |                 |                 |                 |  |
|  | Colegiales (Villa Mercedes)  | 2                | Almirante Brown  | 1                | 3 | 4                            | 2               | 4 (6)           |                 |                 |  |                 |                 |                 |                 |                 |  |
|  | Colegiales (Villa Mercedes)  | 2                |                  |                  |   |                              |                 |                 |                 |                 |  |                 |                 |                 |                 |                 |  |
|  | Almirante Brown              | 3                | 1                | 4 (7)            |   |                              |                 |                 |                 |                 |  |                 |                 |                 |                 |                 |  |
|  | Almirante Brown              | 3                | 1                | 4 (7)            |   |                              |                 |                 |                 |                 |  | Almirante Brown | 3               | 1               | 4               |                 |  |
|  |                              |                  |                  |                  |   |                              |                 |                 |                 |                 |  | Almirante Brown | 3               | 1               | 4               |                 |  |
|  |                              |                  | Villa Dálmine    | 1                | 1 | 2                            |                 |                 |                 |                 |  |                 |                 |                 |                 |                 |  |
|  | Argentino Oeste (SN)         | 0                | Villa Dálmine    | 1                | 1 | 2                            | 1               | 1 (5)           |                 |                 |  |                 |                 |                 |                 |                 |  |
|  | Argentino Oeste (SN)         | 0                |                  |                  |   |                              |                 |                 |                 |                 |  |                 |                 |                 |                 |                 |  |
|  | Deportivo Roca               | 1                | 0                | 1 (4)            |   |                              |                 |                 |                 |                 |  |                 |                 |                 |                 |                 |  |
|  | Deportivo Roca               | 1                | 0                | 1 (4)            |   | Argentino Oeste (SN)         | 0               | 1               | 1 (5)           |                 |  |                 |                 |                 |                 |                 |  |
|  |                              |                  |                  |                  |   | Argentino Oeste (SN)         | 0               | 1               | 1 (5)           |                 |  |                 |                 |                 |                 |                 |  |
|  |                              |                  | Villa Dálmine    | 1                | 0 | 1 (6)                        |                 |                 |                 |                 |  |                 |                 |                 |                 |                 |  |
|  | Estudiantes (RC)             | 1                | Villa Dálmine    | 1                | 0 | 1 (6)                        | 0               | 1               |                 |                 |  |                 |                 |                 |                 |                 |  |
|  | Estudiantes (RC)             | 1                |                  |                  |   |                              |                 |                 |                 |                 |  |                 |                 |                 |                 |                 |  |
|  | Villa Dálmine                | 2                | 0                | 2                |   |                              |                 |                 |                 |                 |  |                 |                 |                 |                 |                 |  |
|  | Villa Dálmine                | 2                | 0                | 2                |   |                              |                 |                 |                 |                 |  |                 |                 |                 |                 |                 |  |
|  |                              |                  |                  |                  |   |                              |                 |                 |                 |                 |  |                 |                 |                 |                 |                 |  |

- Nota: En cada llave, el equipo que ocupa la primera línea es el que definió la serie como local.